# Silene ermenekensis
Silene ermenekensis är en nejlikväxtart som beskrevs av Vural och Kit Tan. Silene ermenekensis ingår i släktet glimmar, och familjen nejlikväxter. Inga underarter finns listade i Catalogue of Life.